# Mala Stupa
Mala Stupa je majhen nenaseljen otoček v Jadranskem morju. Pripada Hrvaški.
Otok spada h Korčulskem otočju in se nahaja v Pelješkem kanalu, približno 1,2 km od Orebića.